# Pierre Gentillet
Pour les articles homonymes, voir Gentillet.
Pierre Gentillet, né le 10 avril 1991, est un avocat, chroniqueur de télévision et militant politique français d'extrême droite, engagé d'abord au sein de l'Union pour un mouvement populaire (UMP) puis dans le parti Rassemblement national (RN), pour lequel il est candidat aux élections législatives en 2024 dans le Cher.
Au centre de plusieurs controverses, notamment en raison de ses prises de positions, il est critiqué pour sa proximité avec la Russie de Vladimir Poutine — bien qu'il démente ces accusations — ainsi que pour des propos prônant la prééminence du pouvoir politique sur les règles de droit.
Il est l'un des fondateurs de la Cocarde étudiante.

## Biographie

### Jeunesse et études
Pierre Gentillet naît le 10 avril 1991. Il serait né à Tours, de parents et grands-parents nés dans l'Indre. Il affirme que « les paysages et figures [du Berry] ont très jeune marqué [son] imaginaire » et qu'il a grandi à Argenton-sur-Creuse, ce que confirme Le Monde, qui écrit qu'il « a en fait grandi jusqu’à ses 8 ans dans le département voisin de l’Indre ». Il fait des études de droit à l'université Panthéon-Sorbonne, puis passe le concours pour devenir avocat. Il rejoint ensuite le barreau de Paris, se spécialise en droit fiscal et devient, selon ses dires, « spécialiste de l’accompagnement des acteurs de l’économie sociale et solidaire ».

### Premiers engagements à l'UMP et en syndicats étudiants
Durant ses études, il est engagé au sein de l'Union pour un mouvement populaire (UMP) de 2011 à 2015. Il est membre, puis président des jeunes de La Droite populaire, un courant appartenant à l'aile droite de l’UMP,,. Il milite également pour le syndicat étudiant de droite Union nationale inter-universitaire (UNI).
En septembre 2013, alors qu'il distribue des tracts à l'entrée du campus Clignancourt, il convainc Jordan Bardella, jeune membre du Front national qui entame une licence de géographie, de devenir membre de l'UNI,.
En 2015, il fait partie des membres fondateurs du syndicat étudiant d'extrême droite Cocarde étudiante,,, aux côtés notamment de Pierre-Romain Thionnet. Il se dit agacé du « cordon sanitaire » imposé entre les partis de droite traditionnels et le RN, qui divise le cercle de jeunes militants identitaires dont il fait partie, comprenant des personnalités telles que Jordan Bardella, Sarah Knafo, Stanislas Rigault, Guilhem Carayon, Damien Rieu et Samuel Lafont,.
En janvier 2015, Pierre Gentillet, ainsi que d'autres jeunes militants UMP, passe le réveillon avec les jeunes militants du Front national — dont Jordan Bardella avec lequel il est proche depuis ses études à la Sorbonne, ce qui crée une polémique au sein de son parti,. Le porte-parole Sébastien Huyghe assure cependant qu'il s'agit d'une « maladresse de jeunesse » qui n'invalide pas la règle de non-alliance avec le FN au sein du parti. La présence du vice-président du FN, Florian Philippot, suscite néanmoins des interrogations sur une éventuelle « connotation politique » de l'événement, si bien que le président du Parti socialiste Jean-Christophe Cambadélis demande à Nicolas Sarkozy de sanctionner les membres de l'UMP présents à cette fête.

### Départ de l'UMP et premières médiatisations
Le 14 octobre 2015, il annonce son départ du parti Les Républicains — nouveau nom de l'UMP — qui, selon lui, a choisi une « soumission morale et idéologique de la droite à la gauche ». Il affirme ne vouloir soutenir aucun candidat de son propre parti en vue de l'élection présidentielle de 2017 et dit être prêt à voter pour un candidat du FN.
Entre 2016 et 2017, il effectue deux voyages en Syrie organisés par l'association d'extrême droite SOS Chrétiens d'Orient, aux côtés de Thierry Mariani, Julien Rochedy, Charlotte d'Ornellas et Jean Lassalle,.
Il se fait connaitre du grand public durant la pandémie de Covid-19, prenant des positions opposées aux mesures sanitaires. Il est chroniqueur régulier sur la chaîne CNews,,, ainsi que sur Sud Radio et Radio Courtoisie. Il est régulièrement invité sur TV Libertés, où il participe à des débats présentés par Éric Morillot. Il est également présent sur RT France et Sputnik, chaînes financées par l’État russe, et écrit pour le site conspirationniste et identitaire Breizh Info ainsi que pour Valeurs actuelles. Il prend la parole, le 6 octobre 2022, lors de la conférence célébrant les 50 ans du FN/RN, et « discourt sur l’État de droit, dans une tonalité assez identitaire », selon Libération.
En 2023, il dirige et coordonne, dans le village de Bélâbre, une association d'opposition à l'implantation d'un Centre d'accueil de demandeurs d'asile (CADA), qu'il nomme Union belâbraise. Il prend notamment la parole lors de l'un de leurs rassemblements. Face au conseil municipal, favorable au projet, il réclame la tenue d'une consultation populaire, alors que s'opposent dans la commune des manifestants favorables et défavorables à cette implantation. Le mouvement d'opposition est alimenté par des militants du Rassemblement national et de Reconquête.
Il donne des conférences et participe à des conventions liées au RN. En décembre 2023, il prend la parole au campus Héméra, institut de formation des cadres du parti, aux côtés d'Edwige Diaz et de Jérôme Sainte-Marie. Il est invité par l'Institut Iliade à participer à leur colloque annuel, lors duquel il intervient devant des représentants des formations d'extrême droite radicale comme le GUD ou Academia Christiana.
En mars 2024, Pierre Gentillet s'insurge à la télévision contre le « changement démographique en Europe ». La journaliste Pauline Bock y voit des « déclarations aux sous-entendus racistes » et une reprise du « sujet du « grand remplacement » ». Selon le quotidien L'Opinion, Gentillet verrait la théorie du grand remplacement comme une « analyse de la situation » sur « un changement en profondeur de notre peuple ».

### Candidature aux élections législatives de 2024
En 2024, il est candidat aux élections législatives pour le Rassemblement national (RN) dans la troisième circonscription du Cher. Le candidat mêne « une campagne de proximité auquel son métier – avocat à Paris spécialisé dans le conseil fiscal aux fonds de dotation – ne le destinait guère ». Aussi, il reprend les arguments de son parti en reliant insécurité et immigration et souhaite réduire les charges sur les salaires et les taxes sur l'essence. Sa campagne est aussi très axée sur la ruralité et le monde agricole ; ses positions polémiques la marquent peu. Dans le projet du RN qu'il défend figure également la privatisation de l'audiovisuel public français. Pierre Gentillet soutient que sa popularité s'appuie notamment sur ses passages sur CNews et dont il retrouverait l'audience là où il fait campagne.
Le député en place et candidat concurrent Loïc Kervran qualifie à plusieurs reprises sa candidature de « parachutage » car l'intéressé habiterait à Paris. Pierre Gentillet refuse cette qualification, arguant avoir grandi jusqu’à ses 8 ans dans le département voisin de l’Indre, composante de l’ancienne province du Berry,,. Le même mois, le candidat Loïc Kervran déclare à Charlie Hebdo s'inquiéter de la potentielle victoire de son opposant, qui à ses yeux « est tout sauf patriote ». Il craint que le territoire puisse passer aux mains d'un député RN ayant « des accointances [...] très claires avec la Russie » alors qu'il abrite « toute notre industrie de défense et une base aérienne stratégique ». La section départementale de la CFDT alerte ainsi sur la présence d'entreprises comme MBDA ou de la base aérienne 702 Avord et rappelle que le candidat pourrait avoir accès, en étant à la commission de la Défense nationale, à « des informations sensibles » qu'il pourrait « communiquer à des tiers ».
Durant la campagne du second tour, StreetPress révèle que sa suppléante Julie Apricena, responsable du RN dans le département du Cher, a posé quelques années auparavant avec un t-shirt portant un slogan suprémaciste blanc, entourée de skinheads néonazis. Contactée par Mediapart, elle affirme qu'elle « [avait] 16 ans [et] pas connaissance de la portée politique de ce symbole ». Pierre Gentillet la défend, déclarant qu'« on peut tous faire des erreurs, surtout quand on est jeune ».
Au terme du second tour, il ne parvient pas à être élu député, recueillant 47,25 % des suffrages ; Loïc Kervran est réélu député. Pierre Gentillet se félicite malgré tout de l'augmentation du nombre de députés du RN à l'échelle nationale et déclare viser la victoire « la prochaine fois ».

## Prises de position et controverses
En septembre 2013, alors qu'il est président des jeunes du mouvement de la Droite populaire, après la présentation de la « charte de la laïcité », il ironise sur twitter sur les prénoms religieux donnés par le ministre Vincent Peillon à ses enfants. Ce tweet provoque un tollé. Il est alors accusé d'antisémitisme et Le Monde lui reproche de « [jeter] en pâture les prénoms juifs des quatre enfants de l’ancien ministre ». Il affirme alors qu'il ne « visait aucune religion » et est défendu par le député UMP Thierry Mariani, qui assure qu'« il n'est absolument pas raciste ». Selon l'express, cet incident contribue à sa notoriété. Moins d'un mois après, il publie un autre tweet affirmant que « Les Arabes ne se sont jamais repentis d'avoir colonisé les Berbères en Algérie. ». Ce post est lui aussi critiqué.
En juin 2024, lors de sa candidature aux élections législatives de 2024, l'un de ses anciens tweets est republié par un média en ligne LGBT. Dans ce post de 2016, il place au même niveau une action de blasphème des Femen et un « appel à la haine homophobe ».
À la même période, il est cité dans l'analyse de l'élite de l'extrême droite française par Le Monde diplomatique au moment des élections législatives de 2024. Elle le replace dans le contexte où le parti, qui a historiquement manqué de cadres, peut à présent offrir des postes et carrières avec ses récents succès électoraux. Constatant une « tension au sein même de l’État entre ceux dont les attributions statutaires consistent à veiller à la conformité de l’action publique avec les normes françaises et européennes et les hauts fonctionnaires, chargés d’appliquer les lois et règlements que promeuvent les gouvernants », elle reprend ses propos tenus en 2022. De fait, lors d'une intervention à la télévision, Pierre Gentillet déclare vouloir « mettre au pas le Conseil constitutionnel » pour réformer la politique française en matière d'immigration et parle de « mettre la politique au-dessus du juridique »,. Pour le journal, l'investiture par le Rassemblement national de Gentillet lève le doute sur la tactique du parti s'il « [arrive] aux affaires » tout en permettant de légitimer la tentation d'une partie de l'administration « de critiquer, voire de remettre en cause, les contre-pouvoirs que constituent les cours européennes ». Libération partage un même constat. Le politologue Clément Viktorovitch assimile l'extrait de cette interview à une prise de position « fasciste ».

## Liens avec la Russie de Vladimir Poutine
Pierre Gentillet est le président-fondateur du cercle Pouchkine, créé en 2015 et aujourd'hui disparu, une antenne de l'organisation d'influence pro-Kremlin Dialogue franco-russe, qui se revendique comme « une plate-forme de discussion, de réflexion (…) autour du rapprochement franco-russe ». Il fait partie de ses « piliers »,, avec Xavier Moreau, Thierry Mariani, Henri de Grossouvre, et Alexandre Latsa (de son vrai nom Stefanesco). Il y côtoie notamment Xavier Moreau et Gaëtan Dussausaye, ex-président du Front national de la jeunesse, ainsi que des militants antisémites d'extrême droite, du Cercle des volontaires et le chef du renseignement militaire russe en poste à Paris. En 2015, il devient membre du bureau du Dialogue franco-russe,,.
Il réalise trois voyages en Russie, aux côtés de Thierry Mariani, homme politique connu pour sa proximité avec le régime russe. Pierre Gentillet est d'ailleurs son assistant parlementaire pendant une courte période. En 2015, ils se rendent, avec plusieurs autres députés de droite et d'extrême droite, en Crimée occupée, un an seulement après son annexion illégale par la Russie, en février-mars 2014. À son retour, il prend position dans une tribune où il justifie le rattachement de la péninsule ukrainienne à la Russie, affirmant que le territoire est « russe sur le plan ethnique, linguistique, culturel et historique ».
Après le début de l'invasion russe de l'Ukraine, le 24 février 2022, Pierre Gentillet la dénonce mais conserve des positions qualifiées de « complaisantes avec la Russie », estimant notamment qu'elle est « préventive » et dit « comprendre Vladimir Poutine ». Il appelle notamment à la levée des sanctions contre la Russie, un « élément de langage » commun au sein du Rassemblement national, selon une enquête du Washington Post consacrée aux liens entre ce parti et la Russie,. Il remet également en cause la responsabilité des forces armées russes dans le massacre de Boutcha,, qu'il minimise sur le plateau de CNews. Tout au long du conflit, il relaie « les succès électoraux du chef du Kremlin ou l’avancée des forces russes en Ukraine ». Pierre Gentillet minimise la propagande russe en France, jugeant que les Français sont « bien moins intoxiqués par la propagande russe qu'occidentale ». En 2024, il qualifie la Russie d'« « alliée » face à la menace islamique ».
Selon un de ses proches, Gabriel Melaïmi, membre comme lui de la branche souverainiste de l'UMP, Pierre Gentillet « a toujours eu un profil très russophile ». Il est décrit comme « pro-Russe » par L'Express. Selon ses propres dires, il voit la Russie comme « un partenaire pour lutter contre l’État islamique », mais affirme n'avoir « aucun lien direct » avec le pays. Il refuse la qualification de « poutinolâtre » et se défend d'avoir des « liens d'intérêts » avec la Russie, parlant de « convergences » dans ses opinions. Il met en avant une « tradition gaulliste ».
Sa proximité avec la Russie de Vladimir Poutine lui vaut d'être surveillé par les services de renseignement.